# IRF4
Регуляторный фактор интерферона 4, также известный как MUM1 — белок, который у человека, кодируется геном IRF4,, расположенным на 6p25-p23.
Символ MUM1 многозначен; он старше синонима для IRF4 (HGNC: 6119), кроме того, нынешний официальный символ HGNC для меланомы связан с (мутированным) антигеном 1 (HGNC: 29641; расположенном в 19p13.3).

## Клиническое значение
В пигментных клетках ген IRF4 может регулироваться MITF. IRF4 является фактором транскрипции, который вовлечен в острый лейкоз. Этот ген сильно ассоциирован с различной пигментацией, как то: чувствительность кожи к воздействию солнца, веснушки, голубой цвет глаз, и коричневый цвет волос.

## Взаимодействия
IRF4, как было выявлено, взаимодействует с:
- BCL6,[7]
- NFATC2,[8]
- SPI1,[9][10] и
- STAT6.[7]